# بیورن میشل
بیورن میشل (انگلیسی: Björn Michel؛ زادهٔ ۷ فوریهٔ ۱۹۷۵) بازیکن هاکی روی چمن اهل آلمان است.